# Насер Абделлах
Насер Абделлах (араб. ناصر عبد الله, нар. 3 березня 1966, Сіді-Сліман) — марокканський футболіст, що грав на позиції захисника.
Виступав, зокрема, за клуби «Мехелен» та «Серкль», а також національну збірну Марокко.
Володар Кубка Бельгії.

## Клубна кар'єра
У дорослому футболі дебютував 1984 року виступами за команду «Мехелен», в якій провів три сезони, взявши участь в одному матчі чемпіонату. 
Згодом з 1987 по 1990 рік грав у складі команд «Борнем» та «Ломмель».
Своєю грою за останню команду привернув увагу представників тренерського штабу клубу «Серкль», до складу якого приєднався 1990 року. Відіграв за команду з Брюгге наступні три сезони своєї ігрової кар'єри. Більшість часу, проведеного у складі «Серкля», був основним гравцем захисту команди.
Протягом 1993—2003 років захищав кольори клубів «Варегем», «Оренсе», «Ден Босх», «Телстар» та «Кавкаб».
Завершив ігрову кар'єру у команді «Мехелен», у складі якої вже виступав раніше. Повернувся до неї 2003 року, захищав її кольори до припинення виступів на професійному рівні у 2004 році.

## Виступи за збірну
У 1989 році дебютував в офіційних матчах у складі національної збірної Марокко.
У складі збірної був учасником чемпіонату світу 1994 року у США.
Загалом протягом кар'єри в національній команді, яка тривала 6 років, провів у її формі 10 матчів.

## Титули і досягнення
- Володар Кубка Бельгії (1):

«Расинг» (Мехелен): 1986-1987